# Chyriv
Chyriv (in ucraino Хирів?; in polacco Chyrów) è una città dell'Ucraina (4 249 abitanti) situata nel distretto di Sambir, nell'oblast' di Leopoli. Ospita l'amministrazione della comunità territoriale di Chyriv, una delle comunità territoriali dell'Ucraina.
Fino al 18 luglio 2020 Chyriv apparteneva al distretto di Staryj Sambir, abolito come parte della riforma amministrativa dell'Ucraina, che ha ridotto a sette il numero dei distretti dell'oblast' di Leopoli. L'area del distretto di Staryj Sambir è stata fusa nel distretto di Sambir.